# 大垣市南公園運動場
大垣市南公園運動場（おおがきしみなみこうえんうんどうじょう）は、岐阜県大垣市にある都市公園（運動公園）である。

## 概要
- 1971年に養老町に移転した岐阜県立大垣農業高等学校跡地を整備し、1974年（昭和49年）7月1日開園。
- 園内には野球場、サッカー場、テニスコート、ゲートボール場がある。
- 大垣市には既に「南公園」という名称の都市公園が南頬町に存在したことから、名称が南公園運動場となったという。

## 運動施設概要

### 野球場
- 外野が天然芝の野球場。夜間照明が設置されている。スコアボードは手書き。
- 面積：12,496 m2
- 両翼91.4 m
- 中堅115.82 m
- 観客席：3,000人（椅子は無い）

### サッカー場
- 全面芝生のサッカー場。面積は10,665 m2。
- 2012年（平成24年）にぎふ清流国体のサッカー（成年男子・女子）の競技会場として、2013年（平成25年）に全国中学校サッカー大会の会場として使用された。

### テニスコート
- 夜間照明が設置された全天候型コートが4面ある。硬式テニス専用。

## 所在地
- 岐阜県大垣市禾森町6丁目1468番地4

## 交通

### 交通機関
- 名阪近鉄バス「東高口」バス停より徒歩約10分。
  - 東海道本線・樽見鉄道・養老鉄道大垣駅（大垣駅前バスのりば）より赤坂線、大垣大野線「総合庁舎」行き、赤坂線、大垣大野線「総合庁舎」行き、荒尾線、市民会館線「市民会館」行き、綾里養北線「ザ・ビッグ養老店」行き、荒崎線「十六町」行き、稲葉線「稲葉団地」行き、海津線「今尾」「海津市役所」行き、岐垣線「岐阜聖徳学園大学」行き、羽島線「岐阜羽島駅」行き、輪之内線「輪之内文化会館」行き。
- 養老鉄道養老線美濃青柳駅下車、徒歩約30分。

## 周辺施設
- 岐阜県立大垣東高等学校
- 大垣市立南中学校
- 大垣市民病院
- マジオドライバーズスクール大垣校
- 大垣市立ひまわり学園